# Adam Ożarowski
Adam Pietrowicz Ożarowski (ros. Адам Петрович Ожаровский) herbu Rawicz (ur. 1776, zm. 30 listopada 1855, Warszawa) – rosyjski generał kawalerii, hrabia.

## Życiorys
Był synem Piotra Ożarowskiego, polskiego hetmana wielkiego koronnego z nominacji konfederacji targowickiej.
Po śmierci ojca wstąpił do armii Imperium Rosyjskiego. W 1802 roku został awansowany do stopnia pułkownika. Walczył w kampaniach napoleońskich. Odznaczył się w bitwie pod Austerlitz, gdzie m.in. pochwycił francuski sztandar. Był za to odznaczony Orderem św. Jerzego. Po bitwie pod Frydlandem został awansowany do stopnia generał majora i zaliczony do generał-adiutantów. Za udział w kampanii 1812-1814 został awansowany do stopnia generał-lejtnanta.
W 1826 został awansowany do stopnia generała kawalerii, ale już w następnym roku opuścił służbę czynną. W 1833 został członkiem Rady Stanu Królestwa Polskiego. Otrzymał też majątek Tatary (dziś część Lublina) z młynem na rzece, który w 1841 sprzedał swemu plenipotentowi Emanuelowi Grafowi.

## Życie prywatne
Mąż Zofii, córki hrabiego Adama Starzeńskiego. Był kochankiem metresy cara Aleksandra I Marii Naryszkiny, córki księcia Antoniego Czetwertyńskiego.

## Odznaczenia
Wg nekrologu w Kurierze Warszawskim:
- rosyjski Order św. Aleksandra Newskiego z brylantami,
- rosyjski Order św. Jerzego III kl.
- rosyjski Order św. Włodzimierza II kl.
- rosyjski Order św. Anny I kl.
- austriacki Order Marii Teresy
- pruski Order Orła Czerwonego I kl.
- pruski Order Pour le Mérite
- francuski Order św. Ludwika
- bawarski Krzyż Wojskowy
- wirtemberski Krzyż Wojskowy
- polski Znak Nieskazitelnej Służby za lat 30